# Ілія Мартинович
Ілля Мартинович (чорн. Ilija Martinović / Илија Мартиновић, нар 31 січня 1994, Цетинє) — чорногорський футболіст, захисник одеського «Чорноморця».

## Клубна кар'єра
Розпочав кар'єру на батьківщині у клубі «Ловчен» із рідного Цетинє, де спочатку не був основним гравцем, тому здавався в оренду до нижчолігового клубу «Цетинє».
Влітку 2017 року перейшов у словенський «Алюміній», де провів три роки.
У червні 2020 року Мартинович підписав трирічний контракт зі словенським «Марібором». У першому сезоні чорногорець був основним гравцем, але у наступному втратив місце в основі, зігравши лише 5 ігор, через що покинув клуб у січні 2022 року після того, як його контракт було розірвано за взаємною.
13 січня 2022 року став гравцем одеського «Чорноморця».

## Виступи за збірну
У березні 2015 року Мартинович провів один матч за молодіжну збірну Чорногорії.
27 березня 2021 року Мартинович дебютував за національну збірну Чорногорії в матчі відбіркового етапу до чемпіонату світу 2022 року проти Гібралтару (4:1).